# Sierra de Béjar

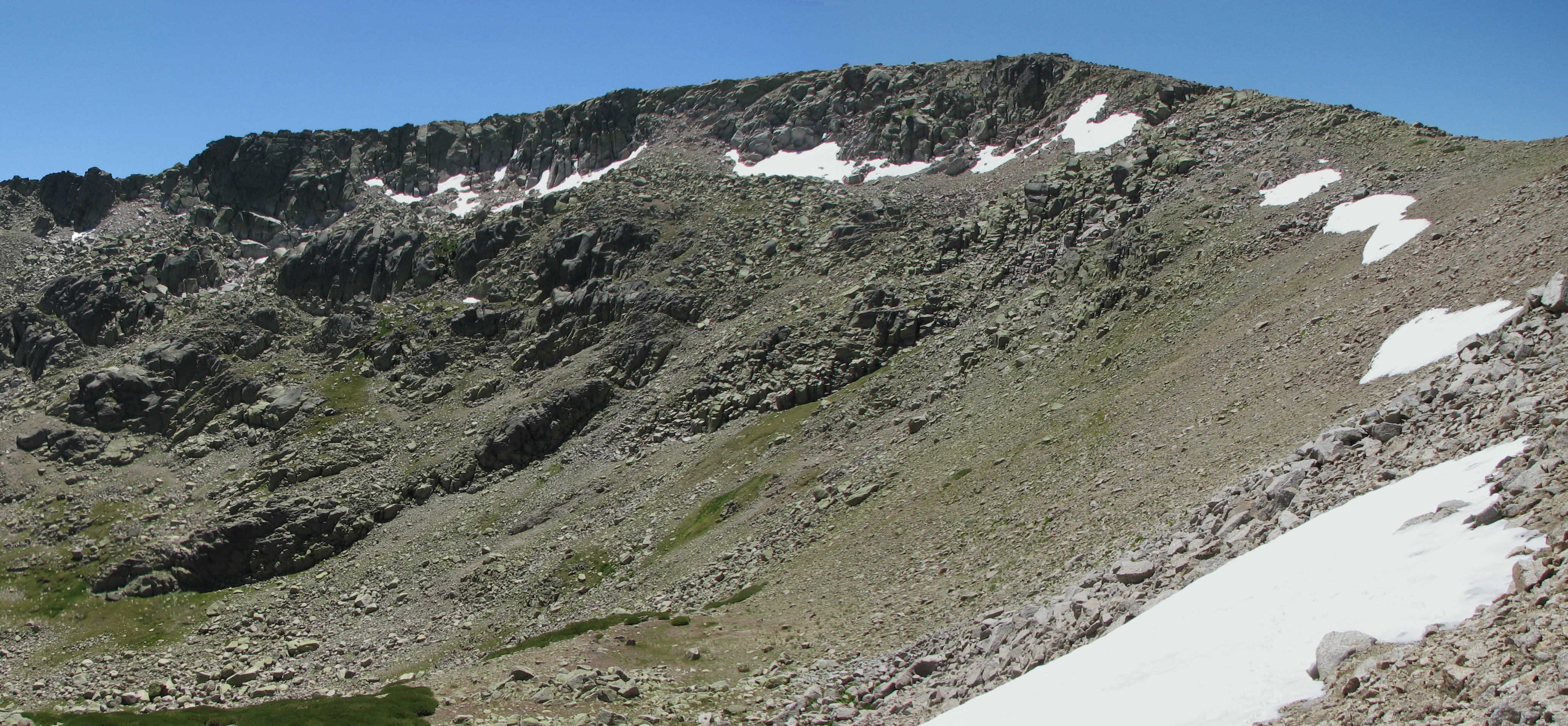
Canchal de la Ceja (2428 m)

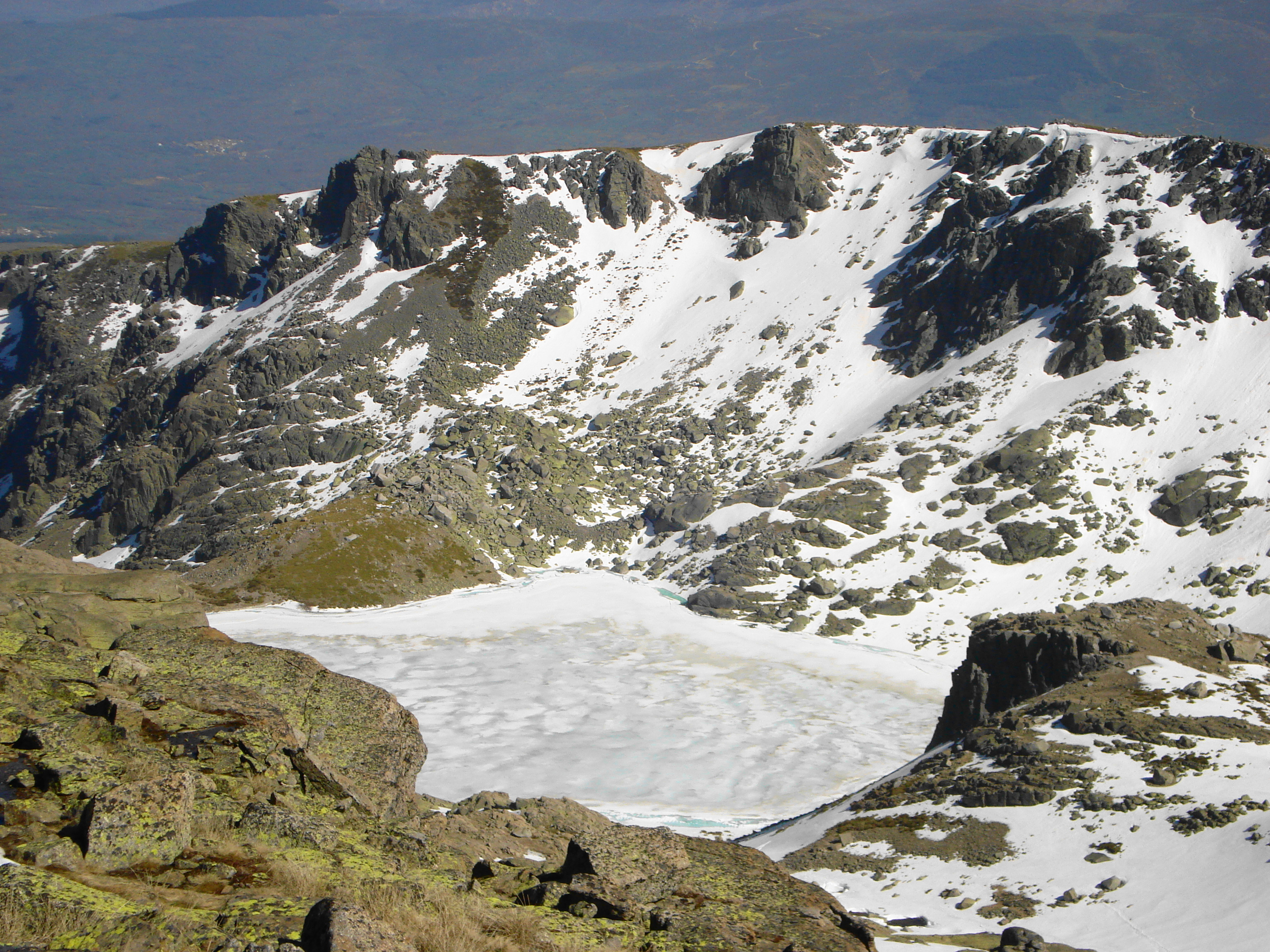
Bergsee Laguna Grande de Trampal

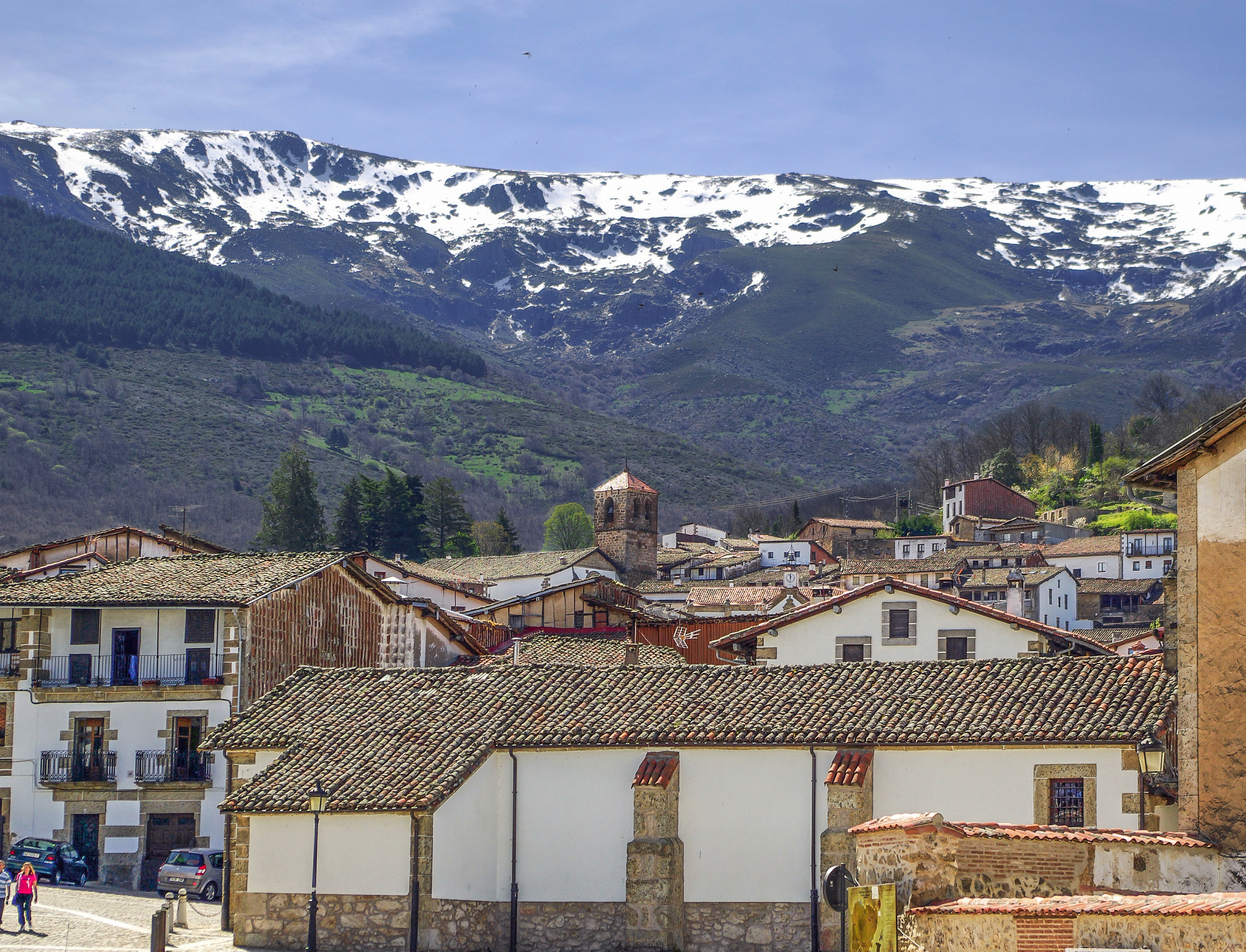
Wintersportort Candelario

Sierra de Béjar ist der Name einer Verwaltungseinheit (comarca) und einer zum Iberischen Scheidegebirge gehörenden und maximal 2428 m hohen Bergkette im Süden der Provinzen Salamanca und Ávila in Kastilien-León sowie im Norden der Provinz Cáceres in der Extremadura. Nach Westen schließt sich die Sierra de Francia an, nach Osten die Sierra de Gredos.

## Gemeinden
| Gemeinde                 | Einwohner (2024) | Fläche km² | Dichte Einw./km² | Cod INE | Postleitzahl |
| ------------------------ | ---------------- | ---------- | ---------------- | ------- | ------------ |
| Aldeacipreste            | 91               | 37,17      | 2                | 37013   | 37718        |
| Béjar                    | 11.957           | 45,74      | 261              | 37046   | 37700        |
| La Cabeza de Béjar       | 60               | 13,91      | 4                | 37063   | 37777        |
| La Calzada de Béjar      | 85               | 9,46       | 9                | 37071   | 37714        |
| Candelario               | 843              | 60,17      | 14               | 37078   | 37710        |
| Cantagallo               | 279              | 7,51       | 37               | 37080   | 37716        |
| El Cerro                 | 365              | 25,86      | 14               | 37102   | 37726        |
| Colmenar de Montemayor   | 173              | 39,98      | 4                | 37109   | 37711        |
| Cristóbal                | 162              | 22,08      | 7                | 37112   | 37684        |
| Fresnedoso               | 98               | 8,18       | 12               | 37133   | 37775        |
| Fuentes de Béjar         | 244              | 14,47      | 17               | 37139   | 37790        |
| Horcajo de Montemayor    | 101              | 29,98      | 3                | 37161   | 37712        |
| La Hoya                  | 30               | 8,67       | 3                | 37163   | 37716        |
| Lagunilla                | 428              | 42,52      | 10               | 37168   | 37724        |
| Ledrada                  | 465              | 16,95      | 27               | 37171   | 37730        |
| Montemayor del Río       | 262              | 15,30      | 17               | 37201   | 37727        |
| Navacarros               | 133              | 8,55       | 16               | 37212   | 37716        |
| Nava de Béjar            | 74               | 11,73      | 6                | 37213   | 37776        |
| Navalmoral de Béjar      | 56               | 11,08      | 5                | 37217   | 37793        |
| Peñacaballera            | 153              | 6,26       | 24               | 37244   | 37728        |
| Peromingo                | 122              | 8,79       | 14               | 37251   | 37791        |
| Puebla de San Medel      | 33               | 9,28       | 4                | 37259   | 37791        |
| Puerto de Béjar          | 352              | 10,39      | 34               | 37263   | 37720        |
| Sanchotello              | 212              | 14,03      | 15               | 37282   | 37794        |
| Santibáñez de Béjar      | 444              | 29,80      | 15               | 37297   | 37740        |
| Sorihuela                | 256              | 20,50      | 12               | 37312   | 37777        |
| Valdefuentes de Sangusín | 189              | 34,56      | 5                | 37331   | 37680        |
| Valdehijaderos           | 84               | 11,75      | 7                | 37332   | 37713        |
| Valdelacasa              | 189              | 8,22       | 23               | 37333   | 37791        |
| Valdelageve              | 67               | 16,35      | 4                | 37334   | 37725        |
| Vallejera de Riofrío     | 72               | 7,26       | 10               | 37343   | 37717        |
| Valverde de Valdelacasa  | 57               | 7,59       | 8                | 37341   | 37791        |
| Comarca Sierra de Béjar  | 18.136           | 614,09     | 30               | –       | –            |

## Gipfel
- Canchal de la Ceja (2428 m, wird auch der Sierra de Gredos zugerechnet)
- Calvitero (2400 m, dto.)
- Canchal Negro (2368 m, dto.)
- Los Hermanitos (2256 m)
- Pico del Águila (2063 m)
- Peña del Alaíz (1915 m)
- Cabeza Gorda (1523 m)
- Cerro del Berrueco (1355 m)

## Flüsse
Die Sierra de Béjar trennt die Flusssysteme (cuencas) des Duero im Norden und des Tajo im Süden. Nach Nordwesten fließt der Río Huebra, nach Südwesten der Río Alagón; beide Flüsse nehmen zahlreiche Bergbäche (arroyos oder gargantas) auf. Seit der Römerzeit führte die Militär- und Handelsstraße der Via de la Plata in Süd-Nord-Richtung durch das Gebirge.

## Sehenswürdigkeiten
In den nördlichen Ausläufern der Bergkette liegen die gut 950 m hoch gelegene namengebende Stadt Béjar sowie der ca. 1125 m hoch gelegene Bergort Candelario; im Süden befinden sich die Stadt Hervás und der Ort Baños de Montemayor in knapp 700 m Höhe.